# Municipio de Eureka (condado de Mitchell)
El municipio de Eureka (en inglés: Eureka Township) es un municipio ubicado en el condado de Mitchell en el estado estadounidense de Kansas. En el año 2010 tenía una población de 22 habitantes y una densidad poblacional de 0,24 personas por km².

## Geografía
El municipio de Eureka se encuentra ubicado en las coordenadas 39°15′18″N 97°58′47″O / 39.25500, -97.97972. Según la Oficina del Censo de los Estados Unidos, el municipio tiene una superficie total de 93.28 km², de la cual 93,06 km² corresponden a tierra firme y (0,24 %) 0,22 km² es agua.

## Demografía
Según el censo de 2010, había 22 personas residiendo en el municipio de Eureka. La densidad de población era de 0,24 hab./km². De los 22 habitantes, el municipio de Eureka estaba compuesto por el 100 % blancos. Del total de la población el 0 % eran hispanos o latinos de cualquier raza.